# Corpus Barga
Andrés Rafael Cayetano Corpus García de la Barga y Gómez de la Serna, conocido por el seudónimo Corpus Barga (Madrid, 9 de junio de 1887 — Lima, 8 de agosto de 1975), fue un periodista, memorialista y escritor español. Destacado corresponsal europeo del período de entreguerras del siglo xx, llegó a cruzar el Atlántico en un dirigible y a entrevistar a personajes como Churchill, Hindenburg, Hitler, el general Joffre, Lenin, Mussolini o el papa Pío XI. Exiliado en 1939, vivió en Francia y luego en Perú, donde fue director del Instituto de Periodismo de la Universidad Nacional Mayor de San Marcos. En 1974 se le concedió el Premio de la Crítica de narrativa en castellano.

## Biografía
Hijo de Eulalia Gómez de la Serna y Félix García de la Barga, vicepresidente primero de las Cortes e íntimo colaborador de la política de Prim, y que durante la Restauración formó parte del Estado Mayor como senador vitalicio y consejero de Estado. Como el propio Corpus Barga explica minuciosamente en "Mi familia", primer capítulo de su memoria inconclusa, sus antepasados familiares hundían sus blasones y solares entre las raíces de las más rancias y guerreras sagas de la península ibérica (incluidos los siete Infantes de Lara y el medio moro Mudarra. El escritor, que por haber nacido el día del Corpus fue bautizado Andrés Rafael Cayetano Corpus, tomó como seudónimo ‘Corpus’ dejando en el olvido sus nombres y abreviando sus largos apellidos compuestos (García de la Barga y Gómez de la Serna) en un sencillo ‘Barga’, detalle definitorio de su mente lógica y progresista.
De sus primeros años rememoraría luego, además de su aristocrática infancia madrileña, las largas temporadas en Belalcázar, su casona solariega (“la Casa Grande” y las gentes del lugar, recreados luego en La vida rota y en Los galgos verdugos); documentos que además de componer su biografía con una precisión desbordante, significarían uno de los ejercicios más celebrados de la historiografía con envoltura literaria, en lengua castellana y desde la plataforma periodística.

### Adolescencia y juventud
El joven Barga inició la carrera de Ingeniería de Minas –era el año 1900– como estudiante «superdotado», y con apenas diecisiete años publicó a principios de 1904 un libro de poemas, Cantares, del que destruyó todos los ejemplares. Enviado por su padre al foco minero cordobés de Peñarroya para que tuviera una mayor perspectiva de sus objetivos profesionales, le impresionó de tal modo el penoso marco laboral de los mineros que abandonó los estudios aquel mismo año de 1906. El 4 de agosto de ese mismo año publicó en El País su primer artículo, titulado "La soberbia del Mercurio". En ese periodo, Barga frecuentó las tertulias capitalinas y coqueteó con el anarquismo en boga (como lo habían hecho antes Azorín o Pío Baroja);
La muerte de sus padres en diciembre de 1907 acentuó su espíritu inquieto e inconformista. Sus tutores decidieron recluirlo en la casa solariega familiar de Belalcázar donde Corpus iniciaría la redacción de La vida rota (escrita en 1908 y publicada en 1910). Una escapada a Buenos Aires inspiró Primer viaje a Ámerica, segunda parte de La vida rota.
Coincidiendo con el atentado de un anarquista a Canalejas y algunos contratiempos con la policía por su actividad periodística, Corpus dejó España para instalarse en París, trabajando inicialmente como linotipista. En la capital francesa se casaría en 1918 con Marcelle Trannoy, estudiante de medicina, que le daría dos hijos (Andrés y Rafaela).

### Corresponsal en París
En la capital francesa desarrolló una creciente e importante actividad periodística entre 1914 y 1930. Colaboró en las revistas España, Nuevo Mundo, la Revista de Occidente (1923) o La Gaceta Literaria (1927), y en diarios españoles como el republicano El País, El Sol, La Correspondencia de España o el Diario Universal; asimismo su firma se haría habitual en la prensa latinoamericana: La Voz Nueva de México, La Pluma de Montevideo, El Intransigente, El Radical, y a partir de 1929 en La Nación de Buenos Aires. Además, el Corpus parisino, resultó ser el indispensable «cónsul literario, acompañante, anfitrión y guía de visitantes» como Baroja, Unamuno, Valle-Inclán, Ortega y Gasset, Blasco Ibáñez, José Gutiérrez Solana o su sobrino Ramón Gómez de la Serna. En la capital francesa también coincidió con heterogéneos personajes del período de entreguerras (Colette, Maiakovski, Ilyá Ehrenburg, Kerenski, Trotski, Diego Rivera, León Bonnat, Salvador de Madariaga, Henri Bergson, e incluso quizá a los Modigliani, Apollinaire, Cocteau y Picasso).
En 1930 Barga se trasladó a Berlín para dirigir la agencia de La Nación. Fruto de esa gestión, en mayo del mismo año fue pasajero en el Graf Zeppelin realizando la ruta Berlín-Sevilla-Pernambuco-Baltimore, cubriendo con sus crónicas tan singular vuelo. Con la llegada de la Segunda República, Barga se muda a Madrid como director de la agencia del citado diario argentino en España.

### 1936-1939
Con el estallido de la guerra civil española, a pesar de su condición de miembro de la alta burguesía aristocrática española, Corpus Barga se mantiene fiel a la Segunda República Española. Así, hasta su exilio a principios de 1939, su «trabajo tendrá como única finalidad apoyar la República», colaborando con publicaciones como El Mono Azul y Hora de España, entre otras actividades, y fue coprotagonista de dos episodios –tan estremecedores como relevantes– relacionados con la cultura de España durante la Guerra, como así fuera la operación de salvamento del Museo del Prado y su tesoro, y el posterior traslado de Las Meninas a Ginebra. En ese contexto, participó en el II Congreso Internacional de Escritores para la Defensa de la Cultura, celebrado en julio de 1937 en Valencia.
También acompañó a Antonio Machado en la dramática salida de España del poeta y otros intelectuales republicanos como Tomás Navarro Tomás, Joaquín Xirau, Clementina Arderiu o Carles Riba. Pero a pesar de los esfuerzos y trámites de Corpus Barga con la Embajada de la República en París, Machado y su madre, víctimas del esfuerzo y la desesperanza murieron en Collioure, pocos días después.
En Francia, colaboró con el gobierno de la Segunda República en el exilio y participó en la fundación de la Unión de Intelectuales Españoles en Francia. Con otro miembro de esta organización, José María Quiroga Plá, y su amigo en común, Max Aub, también colaboró en Unión el boletín de la Unión Nacional Española (UNE), creada por el Partido Comunista de España, Presionado por los efectos de la ocupación alemana Barga abandonó Francia en 1948 para trasladarse a Perú, en cuya capital residiría ya hasta su muerte.

### América, América
En 1948, la crisis a que se vio sometida la prensa argentina con la política de Juan Domingo Perón, y el ofrecimiento del gobierno peruano para dirigir la Escuela de Periodismo de la Universidad de San Marcos, le llevarían a América, instalándose en Lima, él solo, tras dejar a su familia en Cour Cheverny. Pero Lima no era París, ni América era Europa, como explicaba el propio escritor:

El primer hecho grave en Iberoamérica (...) es la falta de relaciones entre las literaturas de las diferentes repúblicas; éstas, no solamente son diferentes repúblicas políticas que se relacionan todavía con una diplomacia simiesca, tomada de la europea, la de las grandes potencias del siglo XIX; son también distintas repúblicas de las letras. Yo tenía más conocimiento literario de Iberoamérica cuando vivía en París que tenga ahora en Lima.

En la capital peruana sería visitado por españoles en el exilio como Rafael Alberti y María Teresa León o profesores en instituciones extranjeras (como Gerardo Diego, Dámaso Alonso o Jorge Guillén. También colabora en publicaciones creadas por exiliados (España Peregrina, Realidad, Cabalgata, Romance o el Boletín de la Unión de Intelectuales Españoles en Francia), y continúa su trabajo como periodista de La Nación, El Nacional de Caracas, además de participar en revistas y periódicos limeños como Visión del Perú, Mar del Sur, Expreso o El Comercial, e incluso en revistas españolas con las sobrevivientes "Revista de Occidente" e Ínsula o los "Papeles de Son Armadans".  Desde su gestión en la Universidad de San Marcos, dirige la Gaceta Sanmarquina desde su fundación en mayo de 1964. Tres años después, en octubre de 1967, Barga se despidió de la institución universitaria peruana con una conferencia titulada "Mis años de periodista: una autobiografía comprendida entre los años más cruciales del siglo (1914-1945)".

### A caballo de dos siglos
El cronista que había entrevistado a los más notables personajes de la política europea de la primera mitad del siglo xx, viviría durante años el olvido del mundo en su ínsula Barataria limeña. Incapaz de permanecer inactivo se entregó a la empresa del memorialista que «tenía la obligación de contar su vida en el increíble escenario de la Historia».
Ya en el último tramo de su vida, Corpus Barga escribió y reescribió varios tomos novelados de sus propias memorias, concebidas como un todo titulado Una vida española a caballo en dos siglos (1887-1975), cuyos cuatro primeros libros aparecieron con el nombre genérico de Los pasos contados; el cuarto de ellos, Los galgos verdugos (1973), recibió el Premio de la Crítica en 1974. Dejó iniciados dos libros más (El siglo nuevo y Mi diccionario) pero no pudo llegar a completar su empresa, pues murió de una neumonía el 8 de agosto de 1975 y fue enterrado en el Cementerio Británico de Lima. Antes, en mayo de ese año, la Asociación de la Prensa de Madrid lo había nombrado socio de honor.

## Memorialista
La crítica y otros estamentos más o menos académicos se han interesado por el singular legado de Barga como memorialista, considerándosele en distintas y diversas fuentes como uno de los mayores representantes del género en lengua castellana.
El propio Barga expone y define así su estilos narrativos en el conjunto de libros de Los pasos contados: «Los galgos verdugos es una narración con la menor cantidad de narrador. (...) Lo que en los volúmenes anteriores era el párrafo largo de las cristalizaciones irisadas del pasado, es, en este [4º] volumen, el diálogo de las cristalizaciones irisadas del presente. Es un paso contado de una manera diferente a como han sido contados los otros pasos...».
En el otoño de 1979 recibió un homenaje póstumo en el Ateneo de Madrid.

## El Madrid de Corpus Barga
Madrileño de nacimiento y discípulo aventajado de Galdós, Barga vivió y contempló Madrid con mirada de cronista a lo largo de medio siglo, desde su infancia –minuciosamente relatada en el primer libro de Los pasos perdidos– hasta el año de su exilio, a los 52 años de edad. Descrito en muchas de las páginas de los tres primeros volúmenes de sus memorias noveladas, el escritor, más culto que castizo, aceptaba que Madrid «no es Florencia ni París pero de Las Vistillas a la montaña del Príncipe Pío, tiene abierto el costado a una naturaleza que ha visto todo el mundo con los ojos de Velázquez». Esa visión apacible desaparecerá durante la guerra civil española, cuando Corpus, uno más bajo las bombas fascistas, la llama «la capital más indefensa de Occidente», y modelo del «baluarte para la defensa de la cultura».
Barga, que era tío de otro «gato madrileño y escritor lúdico», Ramón Gómez de la Serna, tendría en común con su sobrino el dominio de una monumental cultura y la honradez de compartir el destino histórico del exilio.

## Obra
Para una bibliografía del autor más completa, visitar la página de la Biblioteca Nacional de España.
- Cantares, poemas (1904);
- Clara babel (1906), libro de relatos donde utiliza por primera vez el seudónimo Corpus Barga;[8]
- La vida rota (1908-1910), novela en dos volúmenes originalmente escrita entre Madrid y Belalcázar, que sería luego reescrita y editada con otro título, Los galgos verdugos (1973);[26]
- Pasión y muerte. Apocalipsis (1930);[27]
- Barga, Corpus (1949). El Periodismo como materia de enseñanza. Letras (Lima), 15(42), 44-47. https://doi.org/10.30920/letras.15.42.5
- La baraja de los desatinos, escrita en Francia entre 1945-1948, publicada en Lima por Milla Batres (1968),[7][10] y luego reeditada como Hechizo de la triste marquesa: crónica cinematográfica de 1700;[28]
- Los pasos contados, (memorias) 1963-1973, contiene Mi familia. El mundo de mi infancia (1963), Puerilidades burguesas (1965), Las delicias (1967) y Los galgos verdugos (1973);
- Contando sus pasos. Primer viaje a América (La vida rota, segunda parte) y otros textos inéditos de su juventud; prólogo de Isabel del Álamo Triana; editorial Pre-Textos, Valencia, 1997;
- Paseos por Madrid, Alianza Editorial, Madrid, 2002;[23]
- Viajes por Italia, Editorial Renacimiento, (edición de Arturo Ramoneda), Sevilla, 2003;[29]
- Fuegos fugitivos: antología de artículos de Corpus Barga, 1949-1964 (edición de Marcel Velázquez, Lima, 2003);[30]
- Periodismo y literatura, selección y prólogo de Arturo Ramoneda, Fundación Banco Santander, col. Obra Fundamental, Madrid, 2009;[31]